# Charles Louis Victor de Broglie
Charles Louis Victor Broglie (22. září 1756 v Paříži – 27. června 1794 tamtéž) byl francouzský generál a politik.

## Životopis
Byl synem Victora Françoise de Broglie (1718–1804), maršála Francie a ministra zahraničních věcí a Louisy Crozat de Thiers.
Vojenskou kariéru zahájil pod velením svého otce, postupně jako podporučík, kapitán a pobočník limousinského pěšího pluku.
Bylo mu pouhých 25 let, když byl jmenován druhým plukovníkem pluku Aunis.
Sloužil ve Spojených státech během války za nezávislost se svými bratranci Lamethovými a po svém návratu (1788) byl jmenován plukovníkem Bourbonnaisova pluku a náčelníkem štábu tábora Metz.
Po svatbě se usadil v Alsasku, kde se stal velkostatkářem v Colmaru a Sélestatu.
Předsedal shromáždění šlechty z Colmaru a Sélestatu, které ho 11. dubna 1789 zvolilo zástupcem šlechty do generálních stavů. Tři dny předtím jeho bratr Auguste Joseph sepsal seznam stížností.
Zasedal v generálních stavech se dvěma svými bratranci Charlesem a Alexandrem de Lameth, s nimiž sloužil během americké války za nezávislost.
Z rozkazu Ludvíka XVI. se 27. června 1789 přidal ke třetímu stavu, aniž by získal souhlas svých voličů.
Byl jedním z poslanců, kteří často hovořili o problémech v zemi, o postavení Židů, o organizaci armády a financích.
Téměř vždy volil s levicí, zejména 24. prosince 1789 ve prospěch rovných práv všech občanů na přístup k pracovním místům v justici a armádě.
Hlasoval ve prospěch asignátů a pro připojení Avignonu ke království Francie.
Jako člen vojenských a zpravodajských výborů byl v lednu 1790  zvolen tajemníkem shromáždění. Dne 2. května 1791 podal zprávu o potížích na jihu. Dekretem rozpustil Legii Aspe, která vyvolala nepokoje v Toulouse.
Věnoval se obhajobě svého otce, který emigroval a byl obviněn ze spiknutí s nepřáteli zvenčí, ale neúspěšně.
Nejprve byl členem Společnosti roku 1789, po jejím rozpuštění se přidal k jakobínům, poté k feuillantům.
Od 13. do 31. srpna 1791 byl předsedou Ústavodárného shromáždění, na konci mandátu požádal o návrat do aktivní služby.
Byl poslán v hodnosti maréchal de camp do Rýnské armády pod vedením Lucknera.
Po útoku na Tuilerijský palác podal demisi, odmítl uznat dekret o svržení Ludvíka XVI. a odešel do Bourbonne-les-Bains. To bylo na  začátku teroru.
Ačkoli ujistil v dopise adresovaném předsedovi zákonodárného shromáždění o své dobrém občanství, byl krátce poté zatčen a uvězněn v Langres. Když byl propuštěn, chtěl zůstat ve Francii a krátce poté byl zatčen podruhé.
Revolučním tribunálem byl odsouzen k trestu smrti dne 26. června 1794 a druhý den gilotinován.
V předvečer své popravy zdůrazňoval své ženě, aby nezaměňovala francouzskou revoluci se "zrůdami, které vyprodukovala" a vychovávala jejich čtyři děti v jejích zásadách. Jako vdova se v roce 1796 znovu provdala za Marca-René de Voyer de Paulmy d'Argenson, markýze d'Argenson, který vychoval jejich děti a měl s ní čtyři další.